# Шеннолт, Клэр Ли
Клэр Ли Шенно́лт (англ. Claire Lee Chennault, 6 сентября 1893 — 27 июля 1958), генерал-лейтенант ВВС США, во время Второй мировой войны командовал в Китае авиаэскадрильей «Летающие тигры», в которой воевали американские добровольцы. В русскоязычных текстах встречаются такие варианты транскрипции его фамилии, как «Ченнолт» (ошибочное) или «Шенно» (верное для исходной французской фамилии, но не для использовавшегося в данном случае её американизированного варианта).

## Молодые годы
Клэр Ли Шеннолт родился в городе Коммерс (округ Хант штата Техас), его родителями были Джон Стоунволл Джексон Шеннолт и Джесси Шеннолт (урождённая Ли). Его мать родилась 20 августа 1876 года в приходе Франклин (штат Луизиана), она была второй дочерью Вильяма Воллеса Ли (1836—1911, сын Генри Брайанта Ли и Маргарет Белл Ли, известных рабовладельцев и плантаторов из округа Скотт штата Миссисипи) и его второй жены Джозефины Гилберт. Клэр Шеннолт рос в городе Вотерпруф прихода Тенсас штата Луизиана. Примерно с середины 1909 он начал в качестве даты своего рождения ложно указывать сентябрь 1890 года: он был слишком молод, чтобы поступить в колледж сразу после школы, и потому отец приписал ему три года. Согласно данным переписи населения, проведённой в США в 1900 году, Клэру Ли Шеннолту было тогда шесть лет и у него был младший брат трёхлетнего возраста.

## Военная карьера
В 1909—1910 годах Шеннолт учился в Университете штата Луизиана, где получил подготовку офицера запаса. Летать он научился в годы Первой мировой войны в Воздушной службе армии США, остался там когда она в 1926 году была переформирована в Воздушный корпус армии США, и в 1930-х стал заведующим кафедры Истребителей в Тактической школе Воздушного корпуса. Плохое здоровье и конфликты с начальством вынудили Шеннолта уйти со службы в 1937 году. После этого он присоединился к небольшой группе частных лиц, тренировавших китайских лётчиков, и служил «авиационным советником» при главе Китайской республики — Чан Кайши — во время японо-китайской войны.
Шеннолт принимал участие в планировании операций, и наблюдал за действиями китайских ВВС в бою с борта Curtiss P-36 Hawk. В этот период он организовал авиагруппу из иностранцев.

### Сун Мэйлин и создание «Летающих тигров»
Жена Чан Кайши — Сун Мэйлин — возглавляла комиссию по аэронавтике, и потому де-факто была работодателем Шеннолта в Китае. Он был приглашён на должность «советника по противовоздушной обороне» с окладом 1.000 долларов в месяц, чтобы в течение трёх месяцев обследовать китайские ВВС. Шеннолт прибыл в Китай в июне 1937 года после официального увольнения из ВВС США.
Летом 1938 года Шеннолт отправился в Куньмин (столицу провинции Юньнань в Юго-Западном Китае), чтобы по поручению Сун Мэйлин «выплавить новые китайские ВВС из американского расплава».
19 октября 1939 года гражданин США Клэр Л.Шеннолт поднялся в Гонконге на борт самолёта Pan American Airways California Clipper; вместе с ним летели четыре чиновника китайского правительства. Чан Кайши направил Шеннолта в США со специальной миссией: видя развал китайских ВВС из-за плохой подготовки пилотов и отсутствия снаряжения, Чан Кайши поручил Шеннолту найти в США самолёты, чтобы спасти Китай от полного поражения. Президент Рузвельт направил в Китай 100 самолётов Curtiss P-40 по программе ленд-лиза, а Шеннолт нанял в США 300 человек в качестве пилотов и обслуживающего персонала, которые отправились в Китай под видом туристов. Они были искателями приключений или наёмниками, а вовсе не идеалистами, намеренными спасти Китай, но именно они под руководством Шеннолта создали военную часть, ставшую в Азии символом военной мощи Америки.

### «Летающие тигры»
Первая американская добровольческая группа, более известная как «Летающие тигры», базировалась в основном в Куньмине (провинция Юньнань, Китай), начала тренировки в августе 1941 года, и воевала с японцами в течение семи месяцев после нападения на Пёрл-Харбор. Три эскадрильи Шеннолта были вооружены Curtiss P-40 и применяли тактику истребительного прикрытия, лучше всего позволявшую использовать устаревшие P-40 для прикрытия Бирманской дороги, Рангуна и других стратегически важных мест в Юго-Восточной Азии и западном Китае.
Кроме того, «Летающие тигры» сыграли решающую роль в предотвращении вторжения японских войск в Южный Китай с территории Бирмы.
В 1942 году «Летающие тигры» были формально включены в состав Военно-воздушных сил Армии США. Ещё до этого Шеннолт вернулся в армию, получив звание полковника. Позднее он получил звания бригадного генерала, а затем, командуя 14-й воздушной армией, генерал-майора.

### Китайско-Бирманско-Индийский театр военных действий
В годы войны Шеннолт оказался вовлечённым в острый диспут с американским командующим сухопутными войсками — Джозефом Стилвеллом. Шеннолт считал, что 14-я воздушная армия, действуя с баз в Китае, может бить японцев, взаимодействуя с китайской армией. Стилвелл, со своей стороны, желал, чтобы всю авиацию передали ему для пробивания сухопутного коридора из Индии в Китай сквозь Бирму; по этой дороге можно было бы перебросить в Китай военное снаряжение, достаточное для модернизации и экипировки двадцати-тридцати дивизий. Чан Кайши поддержал план Шеннолта, так как опасался того, что англичане преследуют в Бирме свои собственные колониальные интересы, и потому не собирался вести крупного наступления на японцев. Ещё он опасался находившихся в его формальном подчинении полунезависимых генералов, а также боялся, что крупные потери в боях усилят позиции его противников — Коммунистическую партию Китая.
Хорошая погода в ноябре 1943 года позволила японским ВВС бросить вызов ВВС Союзников, и они начали рейды на Калькутту и авиабазы, обеспечивающие авиамост через гималайский «Горб», в то время как японские истребители начали охоту на самолёты Союзников, осмелившиеся появиться в воздушном пространстве Бирмы. В 1944 году японские сухопутные войска захватили авиабазы Шеннолта. Однако постепенно численность и качество ВВС Союзников начали проявлять себя. С середины 1944 года самолёты Дальневосточного командования ВВС США генерал-майора Джорджа Стрэйтмейера стали господствовать в небе Бирмы, и это господство более никогда не было оспорено. В это же время объём грузов, перебрасываемых по воздушному мосту через «Горб», достиг объёмов, которые были обещаны в случае наступления Союзников в северной Бирме.
Шеннолт долго боролся за расширение авиамоста, полагая, что никакая дорога сквозь Бирму не сможет обеспечить грузопоток, необходимый для перевооружения китайских войск. Однако строительство Дороги Ледо продолжалось весь 1944 год, и в январе 1945 она была завершена. Была начата подготовка новых китайских дивизий, однако обещанный объём грузоперевозок по дороге так никогда и не был достигнут. К тому времени, когда китайские войска начали получать заметные объёмы снабжения по Дороге Ледо, война закончилась.

## После войны
Шеннолт, в отличие от Джозефа Стилвелла, был высокого мнения о Чан Кайши, и призывал к международной поддержке антикоммунистического движения в Азии. Вернувшись в Китай, он приобрёл несколько списанных армейских самолётов и организовал авиакомпанию «Civil Air Transport» (позднее известную как «Air America»). Эти самолёты доставляли грузы для гоминьдановских войск во время гражданской войны в Китае в конце 1940-х годов, а позднее, в 1950-х, использовались для снабжения французских войск в Индокитае, гоминьдановских оккупационных войск в Северной Бирме, помогали тайской полиции.
В 1947 г. Шеннолт женился вторым браком на журналистке Чэнь Сянмэй (в браке — Анна Шеннолт), которая позднее стала видной деятельницей Республиканской партии и антикоммунистического движения. В браке родилось двое дочерей, Клер Анна и Синтия Луиза. Поскольку закон штата Луизиана по состоянию на 1980-е гг. все ещё считал незаконными браки между белыми и небелыми, Шеннолту пришлось подтвердить свой брак в федеральном суде.
В 1951-м году вышедший в отставку генерал-майор Шеннолт дал письменные показания для Сенатского объединённого комитета по вооружённым силам и международным отношениям, который вёл расследования обстоятельств того, что в Китае в 1949 году к власти смогли прийти коммунисты. Вместе с генералом армии Альбертом Ведемейером, вице-адмиралом Оскаром Бэджером II и другими Шеннолт утверждал, что эмбарго на поставки оружия в Китай, введённое администрацией Трумэна, было ключевым фактором в падении духа гоминьдановских войск.

## Смерть и увековечение
Шеннолт получил в знак признания своих заслуг звание генерал-лейтенанта ВВС США всего за один день до своей смерти в Госпитале фонда Очснера в Новом Орлеане. Он умер в 1958 году от рака лёгких, год спустя после удаления одного лёгкого, и похоронен на Арлингтонском национальном кладбище.
В честь Шеннолта назван Международный аэропорт имени Шеннолта в Лейк-Чарльз (штат Луизиана, США).
В Китае Шеннолта считают героем войны. В Хуайхуа (провинция Хунань, КНР), где находилась одна из взлётно-посадочных полос, использовавшихся «Летающими тиграми», в 2005-м году был сооружён «Мемориал Летающих тигров».

## В культуре
- «Эскадрилья «Летучая мышь»» — восточногерманский фильм 1958 года основанный на работе авиакомпании во время войны в Индокитае, роль «генерала Ли» исполнил актёр Вольфганг Хайнц